# Akgüloğlu
Akgüloğlu est un patronyme turc.

## Étymologie
Akgül est un nom de famille turc composé de ak qui signifie « blanc » et gül qui signifie « rose ». Il signifie donc « rose blanche ».
Akgüloğlu est composé de ak et gül, auxquels s’ajoute le suffixe à valeur patronymique -oğlu qui signifie « fils de », accusatif du mot turc oğul qui signifie « fils ». Akgüloğlu signifie donc « fils de Akgül » ou « fils de la rose blanche ».